# Anaxandridas II
Anaxandridas II (på grekiska: Αναξανδρίδας) var kung av Sparta mellan 560 och 525 f.Kr. Han tillhörde den agidiska dynastin. Han var son till Leon.
Anaxandridas hade fyra barn: Leonidas I, Kleombrotos och Doreios med sin första fru, och Kleomenes I med en dotter till Prinetades. Av dessa verkar Kleomenes I ha varit hans äldste son och alltså hans efterträdare.
Enligt Herodotos Historier (bok 5.4) var Anaxandridas länge gift utan barn, och råddes av de äldste att ta sig en till fru, vilket han gjorde. Hans andra fru födde Kleomenes I som alltså var hans äldste son. Samtidigt blev dock hans första fru också gravid, och födde så småningom tre söner, bland dem Leonidas I. Men denna version får inte stöd i andra källor, som istället antyder att Kleomenes antingen föddes i det första äktenskapet eller utom äktenskapet.
Enligt Herodotos ledde det faktum att hans första fru blev gravid endast efter att kungen hade gift om sig till att den andra fruns familj spred ut ett rykte om att den första frun falskeligen påstod sig vara gravid, på grund av avundsjuka. Om detta var sant skulle det, tillsammans med att den första fruns barn förbisågs till förmån för sin äldre halvbror, ha lett till omfattande spänningar inom familjen. En av sönerna, Doreios, klagade högljutt mot att hans halvbror blev kung, och bevekades genom att få befäl över långväga flottexpeditioner.
Anaxandridas främsta bedrift verkar ha varit att ha räddat Sikyon från tyrannen Aischynos i mitten på 500-talet f.Kr., vilket han åstadkom med hjälp av eforen Chilon.